# مراجعة كتاب
مراجعة الكتاب (بالإنجليزية: Book review)‏ هي شكل من أشكال النقد الأدبي حيث يوصف الكتاب فقط (مراجعة موجزة) أو تحليله على أساس المحتوى والأسلوب والجدارة. قد تكون مراجعة الكتاب مصدرًا أساسيًا أو مقالة رأي أو مراجعة موجزة أو مراجعة علمية. يمكن مراجعة الكتب للدوريات والمجلات والصحف المطبوعة، كعمل مدرسي، أو لمواقع الكتب على الإنترنت. قد يختلف طول مراجعة الكتاب من فقرة واحدة إلى مقال كبير. قد تقيم مثل هذه المراجعة الكتاب على أساس الذوق الشخصي. قد يستخدم المراجعون مناسبة مراجعة الكتاب لمقال موسع يمكن أن يكون وثيق الصلة أو غير وثيق الصلة بموضوع الكتاب، أو لنشر أفكارهم الخاصة حول موضوع عمل خيالي أو غير خيالي.